# Friedelshausen
Friedelshausen település Németországban, azon belül Türingiában. Lakosainak száma 285 fő (2023. december 31.). Friedelshausen Oepfershausen, Schwallungen, Hümpfershausen és Kaltennordheim községekkel határos.

## Népesség
A település népességének változása:
| Lakosok száma | 318  | 315  | 305  | 295  | 285  |
|               | 2017 | 2019 | 2021 | 2022 | 2023 |